# لئون تاک
لئون تاک (انگلیسی: Leon Tuck; ۲۵ مهٔ ۱۸۹۱ – ۲ سپتامبر ۱۹۵۳ (۶۲ سال)) ورزشکار هاکی روی یخ اهل ایالات متحده آمریکا بود.
وی در مسابقات کشوری و بین‌المللی در مجموع برندهٔ ۱ مدال نقره شده‌است.